# Marc Minkowski
Marc Minkowski (París, 4 d'octubre de 1962) és un director d'orquestra francès. S'ha dedicat principalment al repertori barroc i al classicisme francès. És fill d'Alexandre Minkowski. És Chevalier du Mérite.
Va començar la seua carrera musical com a fagot del Clemencic Consort, dirigit per René Clemencic i del Ricercar Consort, dirigit per Philippe Pierlot.
L'any 1982 va formar "Les Musiciens du Louvre", una orquestra dedicada a interpretar i mostrar la música francesa del barroc. Amb aquest conjunt ha defensat la música de Marin Marais (l'òpera Alcione), Jean-Joseph Mouret (l'òpera Les amours de Ragonde), Marc-Antoine Charpentier, Jean-Baptiste Lully (l'òpera Phaëton a l'Opéra National de Lyon) i Jean-Philippe Rameau (l'òpera Hippolyte et Aricie). El conjunt també ha rescatat les òperes menys conegudes de Handel, com ara Teseo, Amadigi di Gaula, Riccardo Primo i Ariodante, així com algunes òperes de Christoph Willibald Gluck incloent-hi Armide (al Centre de Musique Baroque de Versalles), Alceste i Iphigénie en Tauride (a l'English Bach Festival en la Royal Opera House, Covent Garden).
Les Musiciens du Louvre tenen la seu a Grenoble des de 1996, on es troben associats a la Maison de la Culture de Grenoble.
Els interessos musicals de Minkowski han evolucionat des de la focalització inicial en la música barroca vers un interès més ampli en l'òpera. Ha dirigit Idomeneo de Mozart a l'Opéra National de Paris i va debutar al Festival de Salzburg amb El rapte en el serrall. També ha dirigit Les noces de Fígaro al Festival d'Ais de Provença, Mitridate, re di Ponto al Festival de Salzburg, Giulio Cesare de Handel a Amsterdam, París i Zuric (amb Cecilia Bartoli), The Triumph of Time and Truth de Handel a Zuric i La Favorite de Donizetti a Zuric, entre d'altres.
També ha interpretat i ha enregistrat amb gran èxit de crítica algunes obres de Jacques Offenbach: Orfeu als inferns, La Belle Hélène i La Grande-Duchesse de Gérolstein.
A més de col·laborar amb "Les Musiciens du Louvre", Minkowski ho fa amb la Mahler Chamber Orchestra, l'Orquestra Filharmònica de Berlín, l'Orquestra de París, Orquestra Filharmònica de Los Angeles, el Mozarteum de Salzburg i la Staatskapelle de Dresden.
La major part dels seus enregistraments pertanyen al segell Deutsche Grammophon, però també ha enregistrat per a altres companyies, com ara Erato i EMI.